# Heptágono

Heptágono regular con sus ángulos principales

En matemáticas o en geometría, un heptágono es un polígono con siete lados, siete ángulos y siete vértices.

## Propiedades
Un heptágono tiene 14 diagonales, resultado que se puede obtener aplicando la ecuación general para determinar el número de diagonales de un polígono, {\displaystyle D=n(n-3)/2}; siendo el número de lados {\displaystyle n=7}, se tiene que:
{\displaystyle D={\frac {7(7-3)}{2}}=14}
La suma de todos los ángulos internos de cualquier heptágono es 900 grados o {\displaystyle 5\pi } radianes.

### Heptágono regular

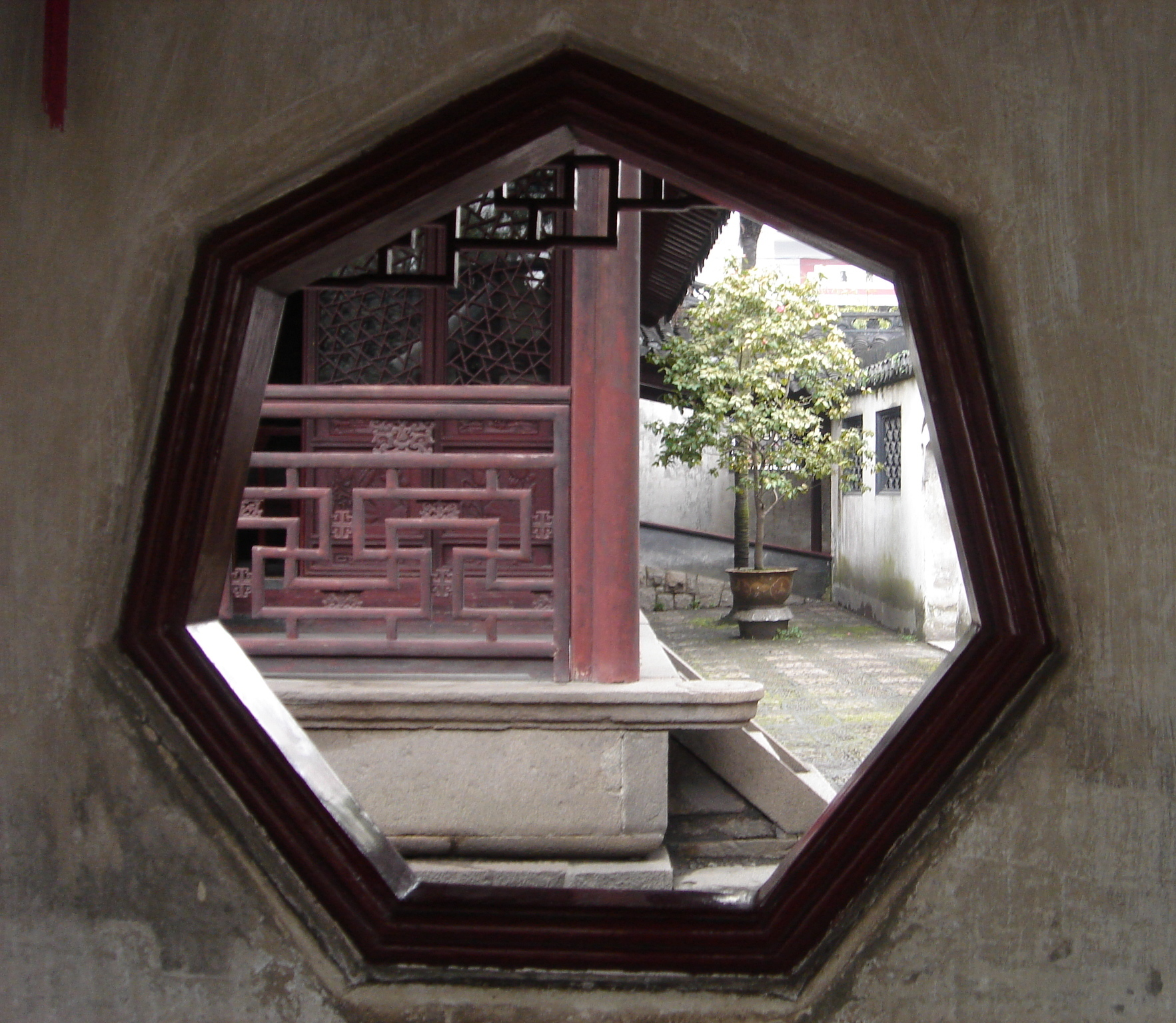
Ventana heptagonal en los jardines Yuyuan de Shanghái (China)

En un heptágono regular, aquel cuyos lados y ángulos son iguales, los lados se unen formando un ángulo de 5π/7 radianes, aproximadamente 128.57°. Cada ángulo externo del heptágono regular mide 2π/7 radianes, aproximadamente 51.43º.
El perímetro de un heptágono regular en función de su apotema {\displaystyle a_{p}} es:
{\displaystyle P=14\cdot a_{p}\cdot {\frac {\sin(\pi /7)}{\sin(5\pi /14)}}}
El área de un heptágono regular de lado {\displaystyle t} y apotema {\displaystyle a_{p}} es
{\displaystyle A={\frac {7\cdot t\cdot a_{p}}{2}}={\frac {P\cdot a_{p}}{2}}}
O bien, sólo en función del lado {\displaystyle t},
{\displaystyle A={\frac {7\cdot t^{2}}{4\tan({\frac {\pi }{7}})}}\approx 3.6339\ t^{2}}
Y en función de la apotema,
{\displaystyle A=7\cdot a_{p}^{2}\cdot {\frac {\sin(\pi /7)}{\sin(5\pi /14)}}}
El heptágono regular es el polígono regular de menor número de lados que no puede ser construido con regla y compás de manera exacta.